# Nigel Spink
Nigel Philip Spink (* 8. August 1958 in Chelmsford) ist ein ehemaliger englischer Fußballtorhüter. Er stand ab 1977 nahezu zwei Jahrzehnte bei Aston Villa unter Vertrag und kam im Jahr 1983 zu seinem einzigen Länderspiel für die englische Nationalmannschaft. Seinen sportlichen Höhepunkt erlebte er im Endspiel des europäischen Landesmeisterwettbewerbs, als er mit der Erfahrung von nur einem Profieinsatz für den verletzten Jimmy Rimmer ins Spiel kam und beim 1:0-Sieg gegen den FC Bayern München ohne Gegentor blieb.

## Sportlicher Werdegang
Spink begann seine Karriere als Schüler bei West Ham United, bevor er im zu seinem Heimatklub Chelmsford City wechselte – parallel zum Fußball absolvierte er eine Lehre zum Stuckateur. Durch seine beständig guten Leistungen fiel er den Talentesichtern von Aston Villa auf und der dortige Trainer Ron Saunders war bereit den gerade einmal 18 Jahre und fünf Monate alten Torhüter nach Birmingham zu lotsen. Dass der Weg zum Stammtorhüter lang sein sollte, machte Saunders seinem neuen Torhüter von Beginn an deutlich.

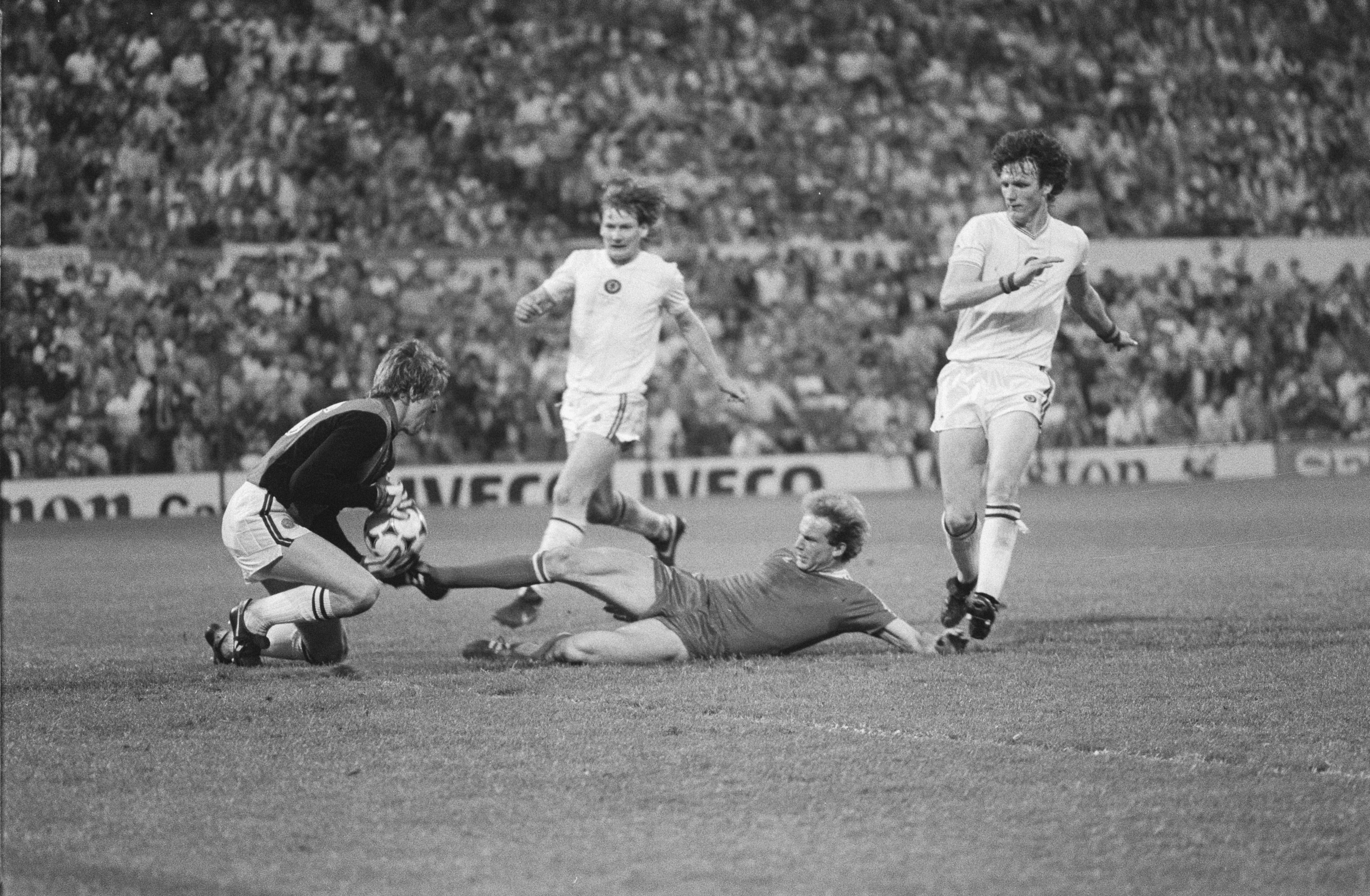
Nigel Spink im Duell mit Karl-Heinz Rummenigge im Finalspiel des Europapokals der Landesmeister gegen den FC Bayern München, 1982

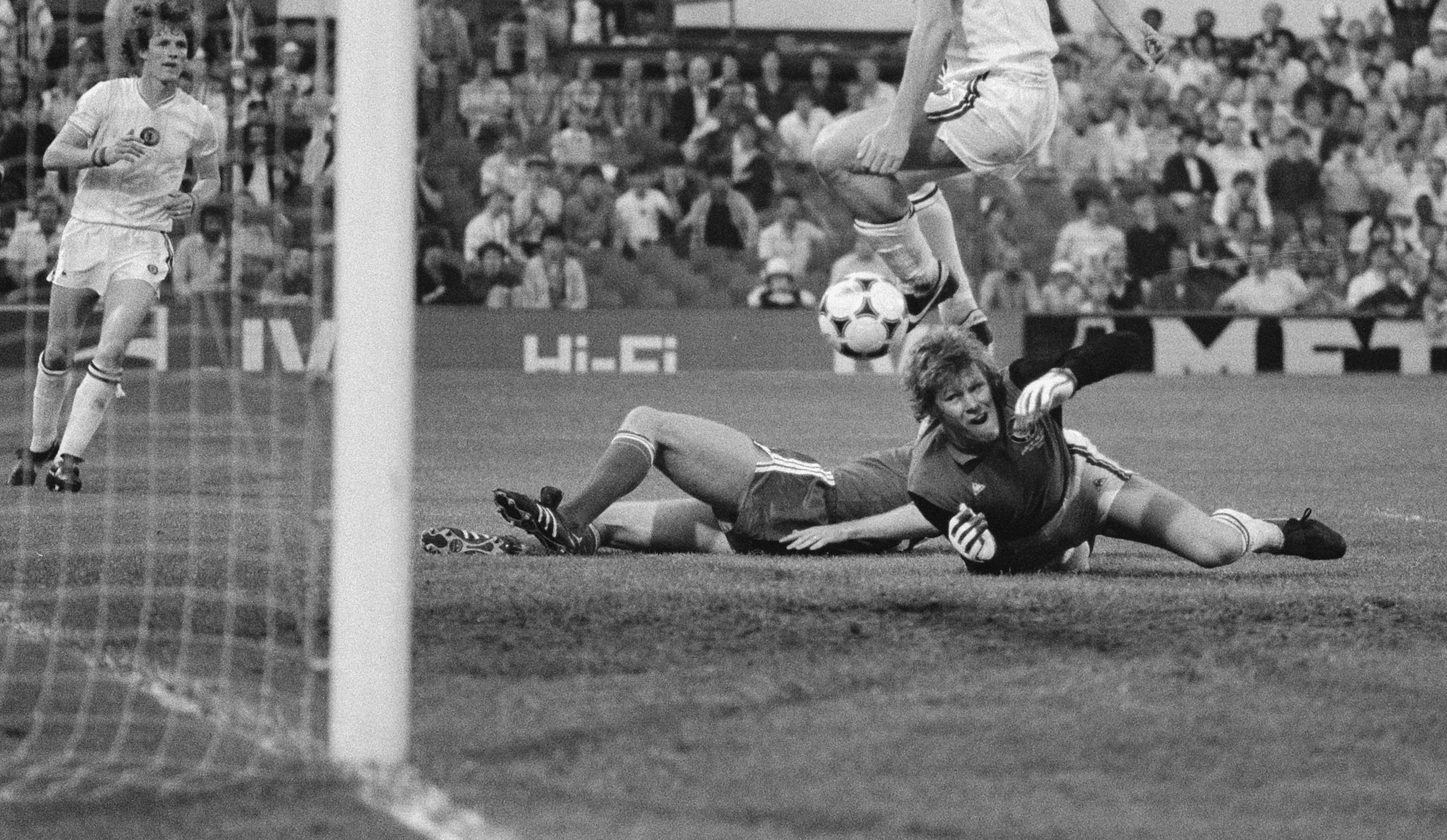
Nigel Spink pariert einen Schuss von Karl-Heinz Rummenigge im Finalspiel des Europapokals der Landesmeister, 1982

Am Boxing Day des Jahres 1979 debütierte Spink für Aston Villa, als er bei der 1:2-Niederlage gegen Nottingham Forest dem langjährigen englischen Nationaltorwart Peter Shilton gegenüberstand. Das nächste Pflichtspiel folgte erst nahezu 2½ Jahre später und sein zweiter Einsatz innerhalb von fünf Jahren sollte ausgerechnet im bedeutendsten europäischen Vereinsfußballspiel gebraucht werden. Nach nur zehn Minuten im Europapokalendspiel gegen den FC Bayern München fühlte Stammtorhüter Jimmy Rimmer eine Nackenverletzung, die ihn bereits während des Trainings erheblich behindert hatte. Spink vertrat Rimmer nach dessen Auswechselung fehlerfrei, sorgte mit Paraden – unter anderem mehrfach gegen Karl-Heinz Rummenigge und Bernd Dürnberger – dafür, dass Aston Villa ohne Gegentor blieb und war damit nach dem einzigen Tor im Spiel von Peter Withe maßgeblich verantwortlich für den Sieg der „Villans“. Einen Stammplatz hatte er sich mit dieser Leistung jedoch nicht automatisch erarbeitet; Rimmer kehrte zu Beginn der Saison 1982/83 zwischen die Pfosten zurück, aber spätestens nach seinem Weggang zu Swansea City im Sommer 1983 wurde Spink öfter in die Stammformation befördert. Mervyn Day war aber ein dauerhafter Konkurrent zu dieser Zeit und bis zu seinem Transfer zu Leeds United im Januar 1985 kam der ehemalige Jungprofi des Jahres 1975 an Stelle von Spink auf 30 Einsätze in den beiden Spielzeiten 1983/84 und 1984/85.
In den restlichen der 1980er Jahre war Spink unumstritten die „Nummer 1“ bei Aston Villa, das während dieser Zeit in die zweite Liga abstieg (1987), dann aber plötzlich auch wieder die Vizemeisterschaft in der höchsten Spielklasse gewinnen konnte (1990). In der zuletzt genannten Spielzeit verpasste Spink in der Liga nicht eine einzige Partie. In der englischen Nationalmannschaft kam er jedoch nicht mehr zum Zuge und sein Debüt am 19. Juni 1983 gegen Australien (1:1) sollte Spinks einziges Länderspiel bleiben. Der aufkommenden Konkurrenz in Person von Les Sealey konnte sich Spink bei Aston Villa dann zu Beginn der Premier-League-Ära noch erfolgreich erwehren, aber als dann der aufstrebende Mark Bosnich verpflichtet wurde, ging die Laufbahn des Mittdreißigers in Birmingham langsam zu Ende. Beim Ligapokalerfolg 1994 gegen Manchester United saß Spink nur auf der Ersatzbank.
Nach mehr als 450 Pflichtspielen für Aston Villa kehrte Spink dem Verein den Rücken und schloss sich dem benachbarten West Bromwich Albion an. Dort stand er noch in 19 Meisterschaftsspielen im Tor und wurde am 27. August 1997 mit 39 Jahren und 19 Tagen zum ältesten Torhüter in der Geschichte von „WBA“. Seine Karriere ließ er danach beim FC Millwall ausklingen, bevor er im Alter von 42 Jahren bei den Forest Green Rovers seine letzten aktiven Auftritte hatte. Dort wurde er nach zehn Spielen gemeinsam mit seinem ehemaligen Teamkollegen bei Aston Villa, Dave Norton, Spielertrainer. Spink beendete zum Saisonende seine Karriere, blieb den Rovers aber als Trainer erhalten.
Später wurde Spink Torwarttrainer in Steve Bruces Trainerstab bei Birmingham City und folgte Bruce auch zu weiteren Stationen bei Wigan Athletic und Sunderland. Nachdem Bruce und sein gesamter Trainerstab 2011 bei Sunderland entlassen worden war, entschloss sich Spink dazu, dem Fußballgeschäft den Rücken zu kehren, da die Arbeitsbelastung von sieben Arbeitstagen pro Woche in der Premier League zu viel geworden war. Gemeinsam mit einem Freund gründete er das Logistikunternehmen S&M Couriers und fährt selbst Touren quer durch Großbritannien.

## Erfolge
- Europapokalsieger der Landesmeister: 1982
- Europäischer Supercup-Sieger: 1982
- Englischer Ligapokalsieger: 1994